# Породица (биологија)
У биологији, породица (лат. Familia) је једна од таксономских категорија у хијерархијској класификацији организама. Налази се између реда и рода.
У зоологији постоји конвенција да се научни називи породица завршавају на -idae. За разлику од зоологије у ботаници имена породица се завршавају на -aceae. Непосредно изнад породице налази се натпородица (лат. Superfamilia), а испод ње је потпородица (лат. Subfamilia). У зоологији постоји и посебан ниво група-породица.
Имена породица често се изводе из имена нарочито познатог рода те породице, али и из морфолошких особина одређене породице. Овај термин је 1689. године у ботаници увео Пјер Мањол. Код Карла Линеа се овај ниво називао Природни ред (лат. Ordines naturales) који је касније био замењен именом породица..
Оно што припада фамилији — или ако се описана фамилија уопште треба признати — предлажу и одређују таксономисти практичари. Не постоје строга правила за описивање или препознавање фамилије, али се код биљака могу окарактерисати на основу вегетативних и репродуктивних особина биљних врста. Таксономисти често заузимају различите ставове о описима и можда неко време не постоји широки консензус у научној заједници. Објављивање нових података и мишљења често омогућава прилагођавања и консензус.

## Nomenclature
Именовање породица је кодификовано од стране разних међународних тела користећи следеће суфиксе:
- У гљивичној, алгалној и ботаничкој номенклатури, породична имена биљака, гљивица и алги завршавају суфиксом „-aceae”, осим малог броја историјских, али широко коришћених имена, укључујући Compositae и Gramineae.[5][6]
- У зоолошкој номенклатури породична имена животиња завршавају се суфиксом „-idae”.[7]

## Историја
Таксономски термин familia први је употребио француски ботаничар Пјер Магнол у свом Prodromus historiae generalis plantarum, in quo familiae plantarum per tabulas disponuntur (1689) где је седамдесет и шест група биљака које је препознао у својим табелама назвао фамилијама (familiae). Концепт ранга у то време још није био сређен, а у предговору Prodromus Магнол је говорио о уједињењу својих породица у веће genera, што је далеко од начина на који се тај термин користи данас.
Карл Лине је користио реч familia у својој Philosophia botanica (1751) да означи главне групе биљака: дрвеће, биље, папрати, палме и тако даље. Овај термин је користио само у морфолошком делу књиге, говорећи о вегетативним и генеративним органима биљака.
Касније, у француским ботаничким публикацијама, од Мишел Адансоновог рада Familles naturelles des plantes (1763) и све до краја 19. века, реч famille је коришћена као француски еквивалент латинском ordo (или ordo naturalis).
У зоологији, породицу као средњу позицију између реда и рода увео је Пјер Андре Латреј у својој књизи Précis des caractères génériques des insectes, disposés dans un ordre naturel (1796). Он је користио фамилије (неке од којих нису именоване) у неким, али не у свим својим редовима „инсеката“ (који су тада укључивали све чланконошце).
У делима из деветнаестог века, као што су Prodromus Августина Пирамуса де Кандоле и Genera Plantarum Џорџа Бентама и Џозефа Далтона Хукера, ова реч ordo се користила за оно што сада има ранг породица.

## Употреба
Фамилије се могу користити за еволуциона, палеонтолошка и генетичка истраживања, јер су стабилније од нижих таксономских нивоа као што су родови и врсте.